# 松浦守
松浦 守（まつら まもる）は、戦国時代の武将。和泉国上守護細川氏家臣で、和泉国上守護代。

## 生涯
松浦守は、明応9年（1500年）頃より和泉国上守護細川氏の守護代として姿を現す。明応年間（1492 - 1501年）に活動した上守護代・松浦盛（左衛門大夫）の跡を継いだものとみられる。守の頃の松浦氏は堺を本拠とした。
和泉国では細川氏庶流が務める上守護と下守護、2人の守護が統治する体制がとられていたが、永正4年（1507年）の細川政元暗殺に始まる細川京兆家の家督争いにともない、和泉国の守護も細川高国派と細川澄元・晴元派に分かれ対立することとなった。
守の主君・細川元常は細川晴元派だったが、和泉に在国する守は元常が畿内を離れた際、高国方に属すことがあった。永正年間（1504 - 1521年）、守は高国や細川尹賢、細川政春らとともに「高野山西院来迎堂勧進帳」に署名しており、元常が畿内に帰還すると再び元常に従っている。
大永4年（1524年）10月、和泉国菱木における合戦で、守は元常方として高国方と戦った。同年12月には高国の子・稙国の反撃を受け、元常ら晴元方は四国へと退去する。大永7年（1527年）2月の桂川合戦直前には、晴元側の状況を高野山円蔵院に報じるなど、晴元方としての活動が見えるが、同年10月には再び高国方に属しており、細川氏綱が和泉守護の代理として和泉国人の和田氏に知行を安堵する際、守護代として取次を行っている。しかし、この年の12月20日までに守は元常の下へと戻り、10月に称していた「左衛門大夫」から「肥前守」へ名乗りを改めている。
天文3年（1534年）11月頃までに元常は上洛し、その子・晴貞が守護として在国して、守護代の守とともに和泉を治めていた。
天文10年（1541年）7月下旬に木沢長政が細川晴元への反乱を企図すると、それに合わせ諸牢人が和泉への乱入を企てている。翌天文11年（1542年）2月、事態収拾のため元常が和泉に下向すると噂されるが、3月に木沢長政が討死した（太平寺の戦い）。4月に守は堺で蟄居しており、木沢長政の乱の際の不手際、あるいは木沢長政に与同したことなどがこの原因であると考えられる。
天文11年（1542年）7月、河内・紀伊守護の畠山稙長が松浦退治を計画し、それにともなって稙長を支持する大和勢が木沢長政の居城だった飯盛城攻めのための出陣を開始している。この年の8月には、畠山稙長の取次を務めることのあった和泉国人の玉井三河守が和泉守護代の地位に就いており、同年11月に「牢人」と呼ばれる守と玉井氏が合戦を行っている。この戦いの結果、玉井氏が切腹したとの話が伝わっているが、これは誤伝とみられる。
天文12年（1543年）7月、細川高国の後継者を称する細川氏綱とともに玉井氏が挙兵し、守は氏綱・玉井勢を30人討ち取り、撃退した。細川晴元も守方として参戦し、8月にはその家臣の三好長慶も堺に出陣する。同年10月、畠山稙長が氏綱への合力を取りやめたことで、氏綱は兵を引き上げた。
天文15年（1546年）8月に氏綱が再び兵を挙げ、同年10月、守は晴貞とともに堺に在陣し、翌天文16年（1547年）3月には、元常・晴貞父子や三好長慶らとともに氏綱方の三宅城攻めのため出陣した。
天文18年（1549年）に三好長慶が細川晴元から離反すると、守は和泉守護細川氏から離れ長慶に味方する。守の前主・晴貞は没落または死去したためかこの頃より姿が見えず、その父・元常も、同年6月の江口の戦いに敗れた晴元らとともに近江へと没落していった。これにより、和泉守護代である守が、摂津守護代の三好長慶や丹波守護代の内藤国貞、河内守護代の遊佐長教とともに、新たに細川京兆家当主となった細川氏綱を推戴する体制が築かれることとなった。
弘治年間（1555 - 1558年）以降、守の消息は不明となっており、この頃までに死去したと考えられる。この後、三好長慶の弟である十河一存の次男が松浦盛（周防守、のちの岸和田周防守）の養子となって松浦万満と名乗り、一存らの後見の下で和泉支配を行うこととなる。